# آلون إن ذا دارك
آلون إن ذا دراك (بالإنجليزية: Alone in the Dark)‏ أو وحيدًا في الظلام، هي سلسلة ألعاب الفيديو من صنف رعب البقاء، صدرت لأول مرة سنة 1992م عبر نظام دوس، وأعيد إصدارها سنة 2008م.

## تاريخ الإصدارات
| العنوان                         | تاريخ الإصدار | أنظمة التشغيل                           | ملاحظة                                    |
| ------------------------------- | ------------- | --------------------------------------- | ----------------------------------------- |
| آلون إن ذا دارك                 | 1992          | دوس                                     | ويندوز, 3 دي أوه , ماكنتوش , ريسك أو إس   |
| آلون إن ذا دارك 2               | 1993          | دوس                                     | بي سي -98 , ماكنتوش, 3 دي آوه, ساترن، PS1 |
| —آلون إن ذا دارك 2              | 1993          | دوس                                     |                                           |
| آلون إن ذا دارك 3               | 1994          | دوس                                     | ويندوز 95, ماكنتوش                        |
| آلون إن ذا دارك: ذا نيو نايتمير | 2001          | بلاي ستيشن 1, جيم بوي كولر              | ويندوز, دريم كاست، بلاي ستيشن 2           |
| آلون إن ذا دارك                 | 2008          | Windows, بلاي ستيشن 2, وي، إكس بوكس 360 | بلاي ستيشن 3                              |

## وصلات خارجية
- آلون إن ذا دارك على موبي غيمز
- Alone in the Dark series games and statistics
- آلون إن ذا دارك على مشروع الدليل المفتوح
- IGN Alone in the Dark Restrospective
- Edward Carnby (Character) - IMDB